# 김경진 (소설가)
김경진(1964년~ )은 1990년대 말, 윤민혁 외 여러 밀리터리 매니아와 함께 하이텔에서 소설<데프콘>을 집필했다.

## 생애
1964년 전남 여수 출생이며, 연세대학교 신문방송학과를 학사 학위했다. 광고기획자로 일했으며, 한국의 전쟁소설의 대표작가로 『남북』 『3차대전』 『데프콘』등을 출간함으로써 밀리언셀러 작가 반열에 올랐다. 『데프콘』과 한/일 양국의 해전을 다룬 『동해』 『남해』 등으로 두터운 마니아층을 형성했다. 판타지 『하늘길잡이』의 공저자이며,  최근작으로는 한일간의 전쟁을 그린 작전명 충무가 있다.

## 참고 문헌
- 전쟁소설 대표작가 김경진 윤민혁의 독도왜란